# 坎迪亞 (新罕布什爾州)
坎迪亞（英語：Candia）是一個位於美國新罕布什爾州羅京安縣的鎮。

## 人口
根據2020年美國人口普查的數據，坎迪亞的面積為79.20平方千米，當中陸地面積為78.60平方千米，而水域面積為0.60平方千米。當地共有人口4013人，而人口密度為每平方千米51人。